# Henri-Pierre Danloux
Henri-Pierre Danloux (* 24. Februar 1753 in Paris; † 3. Januar 1809 ebenda) war ein französischer Maler, Zeichner und Kupferstecher.

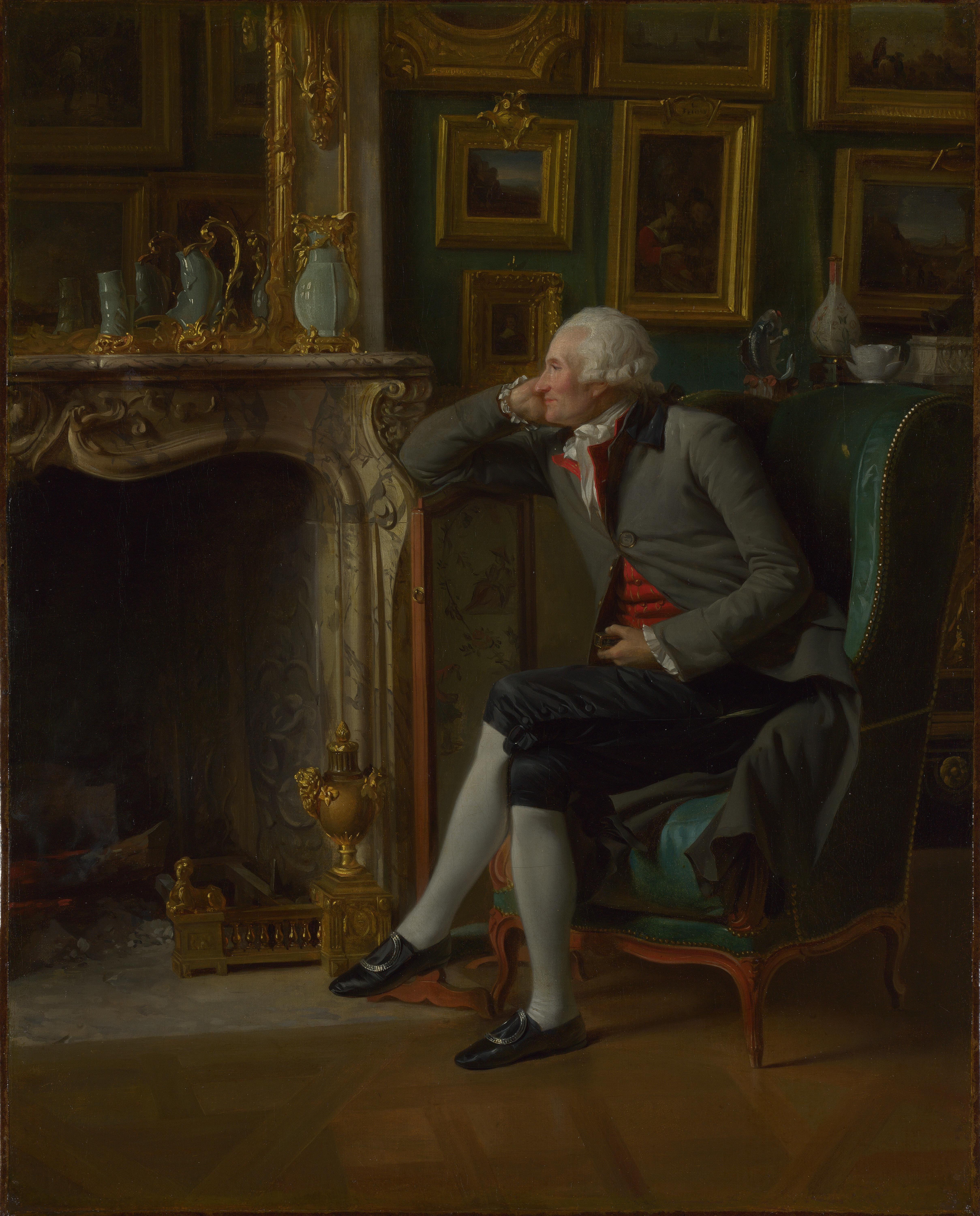
Der Baron de Besenval in seinem Salon de compagnie im Hôtel de Besenval im Jahr 1791 (46,5 × 37 cm), National Gallery, London

Er war Schüler des Genremalers Nicolas-Bernard Lépicié (1735–1784) und später von Joseph-Marie Vien, mit dem er 1785 für mehrere Jahre nach Rom ging.
Danloux war verheiratet mit Antoinette de Saint-Redan, einer Adoptivtochter des Intendanten Antoine Mégret d’Étigny. Er begann eine Karriere als Porträtist und Genremaler und malte zunächst die Familie seiner Frau und deren Anhang. Kurz vor Ausbruch der französischen Revolution kehrte er zusammen mit seiner Frau nach Italien zurück.
1792 ging er nach England, wo er bis 1802 blieb. Die in Frankreich zurückgebliebene Familie seiner Frau wurde zum großen Teil am 10. Mai 1794 hingerichtet, zusammen mit der Schwester König Ludwigs XVI., Madame Élisabeth, die sich für die Freilassung der Comtesse de Sérilly eingesetzt hatte.
Danloux erlebte in England einen großen Erfolg, der weit über die Kreise der französischen Emigranten hinausging, und wurde auch von englischen Malern wie John Singleton Copley und Henry Raeburn beeinflusst.
Zu seinen besten Werken zählen die Portraits der Mademoiselle Duthé, des Monseigneur de la Marche am Schreibtisch (Louvre, Paris) oder des Duc de Choiseul im Gefängnis. Er malte Bildnisse zahlreicher Engländer und Schotten, stellte regelmäßig in der Royal Academy aus und wurde der erklärte Lieblingsmaler des Comte d’Artois, der in Holyrood im Exil lebte. Mehrere Werke von Danloux wurden durch Kupferstiche verbreitet, besonders von englischen Künstlern. 1802 kehrte er zurück nach Frankreich, stellte auch im Salon aus, hatte jedoch nicht den Erfolg, den er sich erhoffte.
Seit einigen Jahren wird ihm von einigen Kunsthistorikern das Gemälde Reverend Robert Walker beim Schlittschuhlaufen zugeschrieben, das als eines der bekanntesten Gemälde Schottlands gilt.
Seine Aufzeichnungen (Tagebücher) wurden teilweise von Roger Portalis veröffentlicht.

„Distingiert, ernsthaft, von harmonischem Kolorit, noch geprägt von der letzten Eleganz eines verzauberten Jahrhunderts, so zeigt sich die Malerei von Danloux in ihrer unbestreitbaren Originalität... Unter seinem Pinsel bekommen die Frisuren eine Fülle, die zur (Gesamt-)Schönheit beiträgt... Sein Gefallen an unerwarteten Haltungen, die eine Illusion des Lebens selber vermitteln; seine Suche nach der Geste; seine Sorgfalt, mit der er die Physiognomie seiner Modelle beseelt; - das Alles sind Anzeichen, an denen man ihn auf den ersten Blick erkennt.“

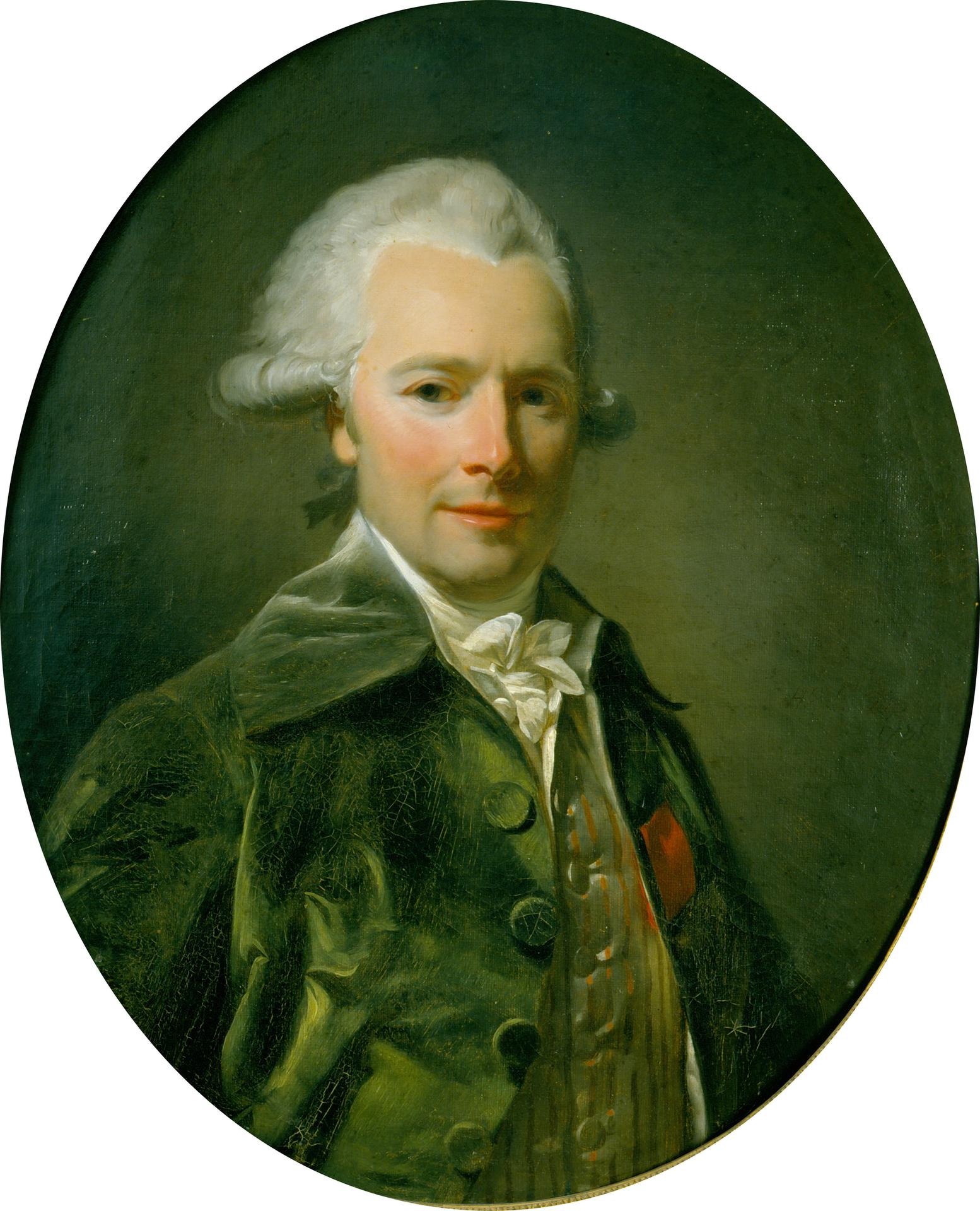
Antoine-Marie, Comte du Cluzel, 1780er Jahre, Musée des Beaux-Arts de Tours
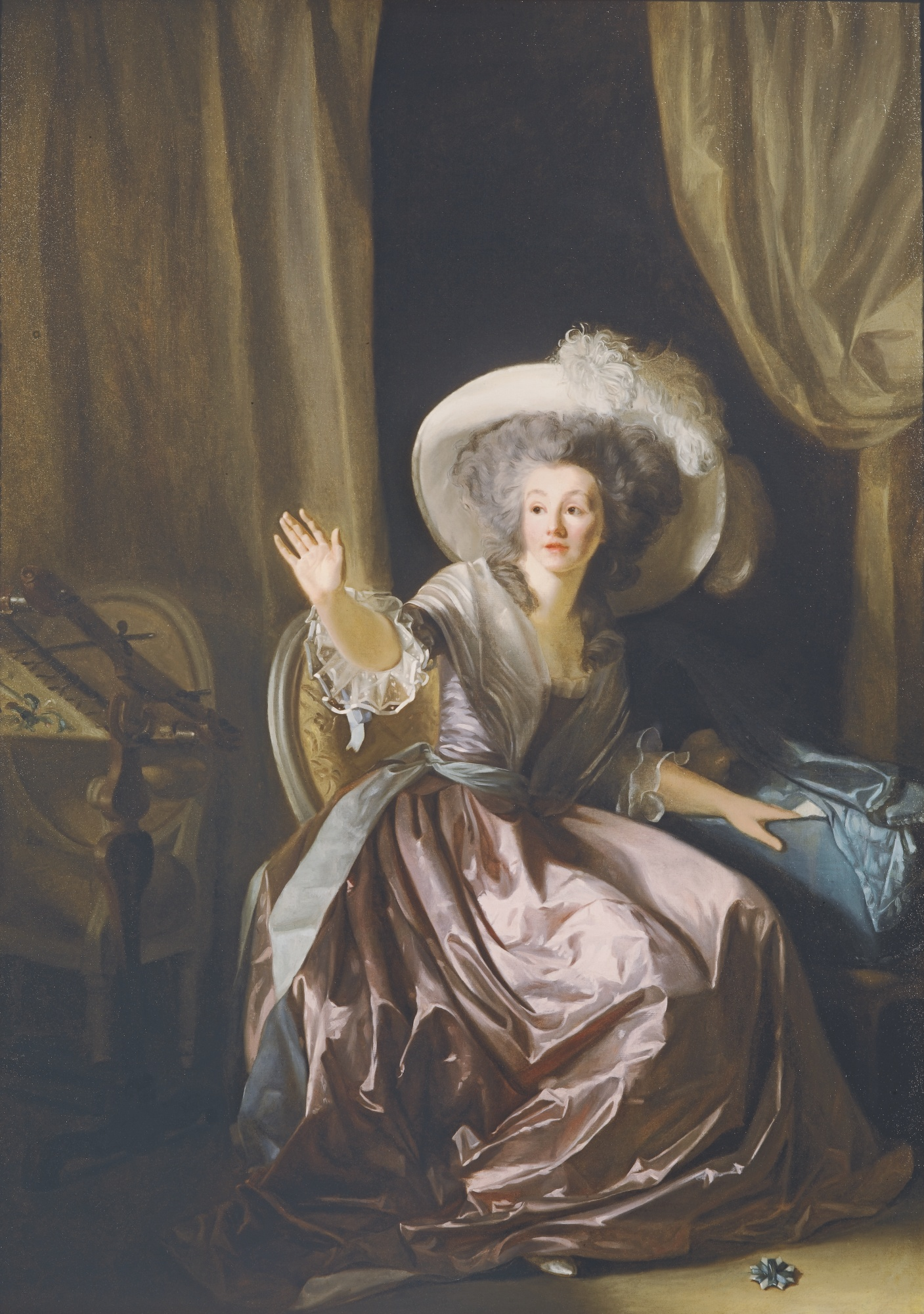
Die Frau des Künstlers mit ihrem Sohn, um 1790, 39,7 × 99,7 cm
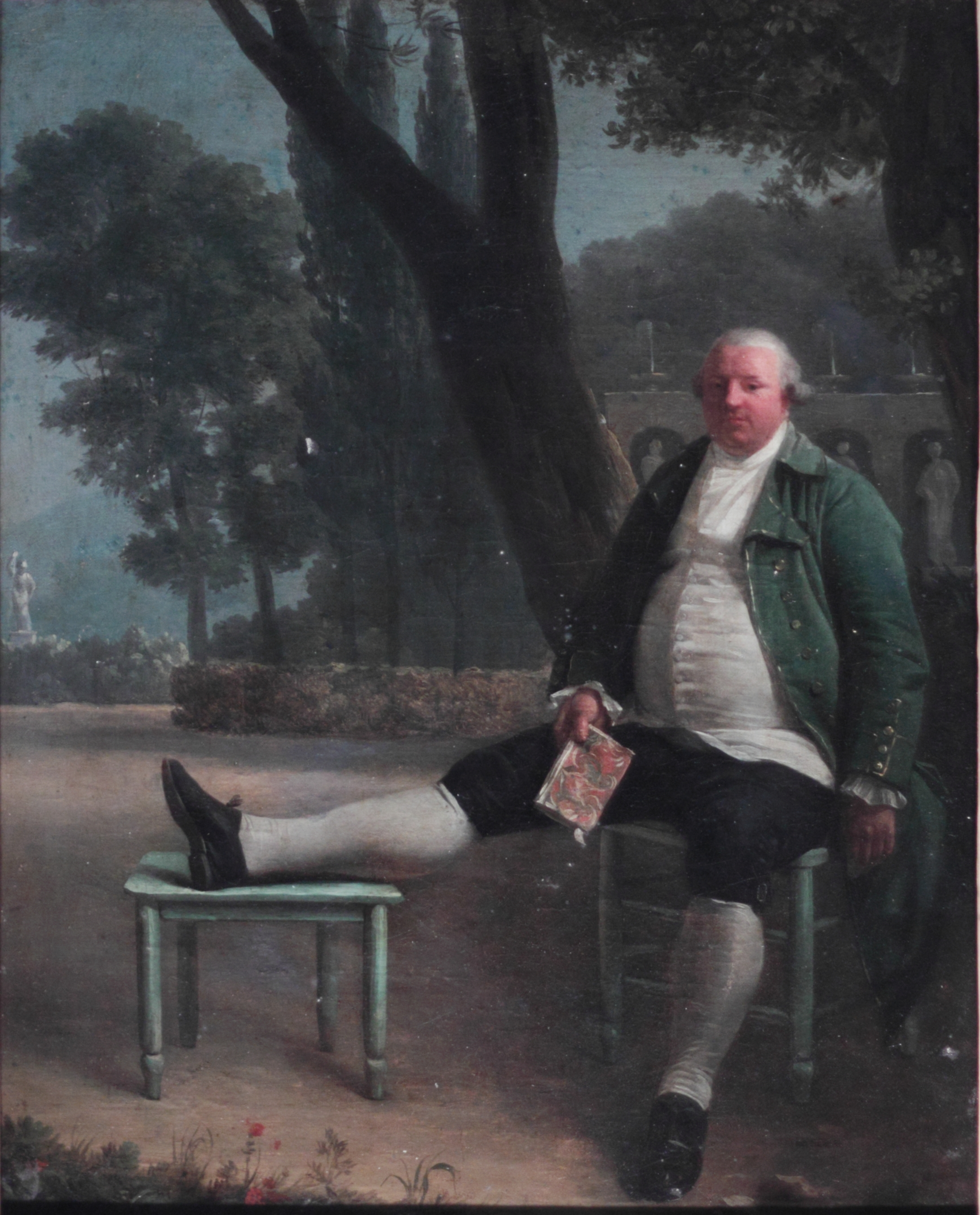
Antoine de Sérilly, 1780er Jahre,
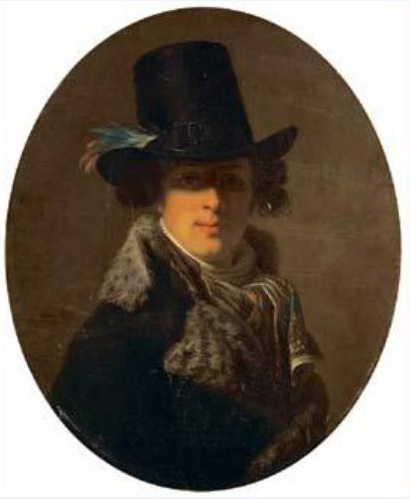
Charles Jean Marie Barbaroux, um 1792, 64,5 × 53 cm, Collection Zamoyski
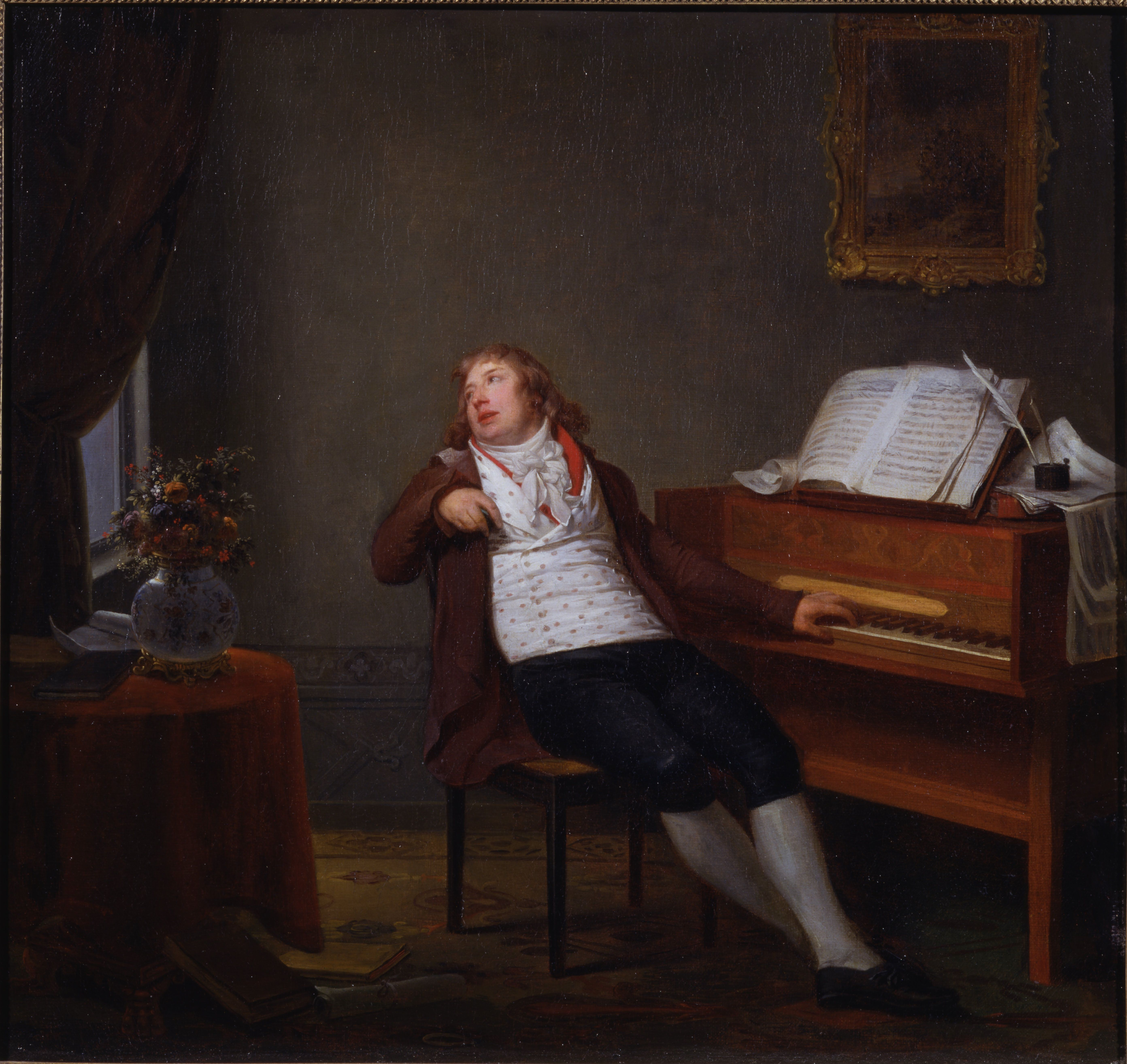
Porträt des Pianisten und Komponisten Jan Ladislav Dussek, 1795, 52,5 × 56 cm, Royal College of Music, London
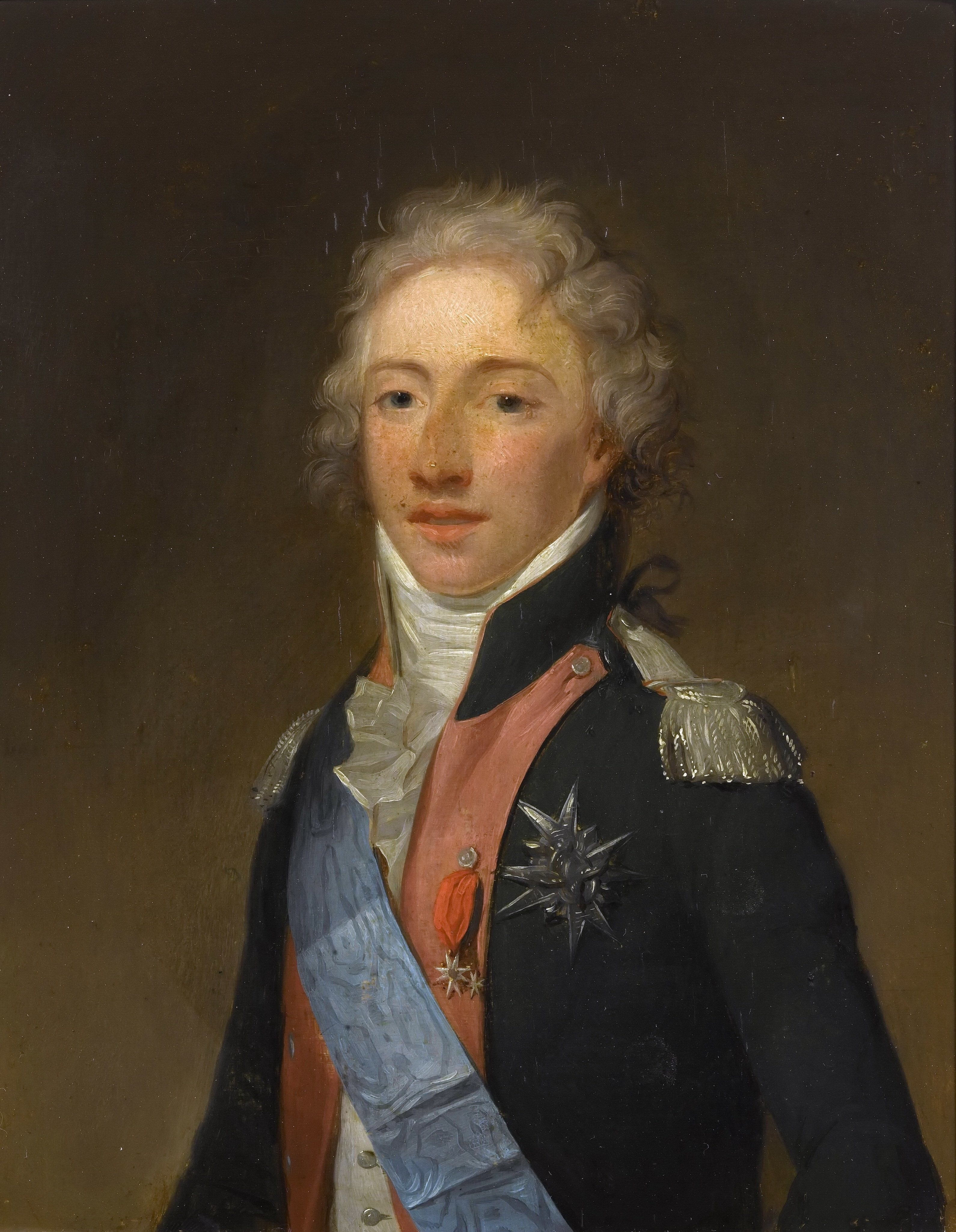
Louis-Antoine d’Artois, duc d’Angoulême, 1796, 27 × 22 cm, Schloss Versailles
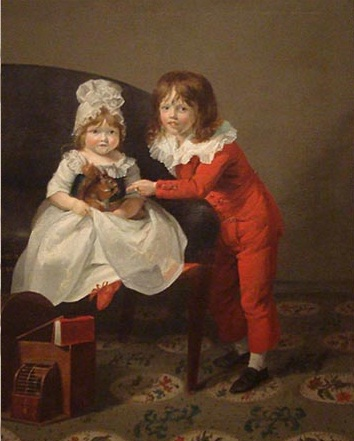
Zwei Kinder, 1800, Milwaukee Art Museum (Wisconsin, USA)
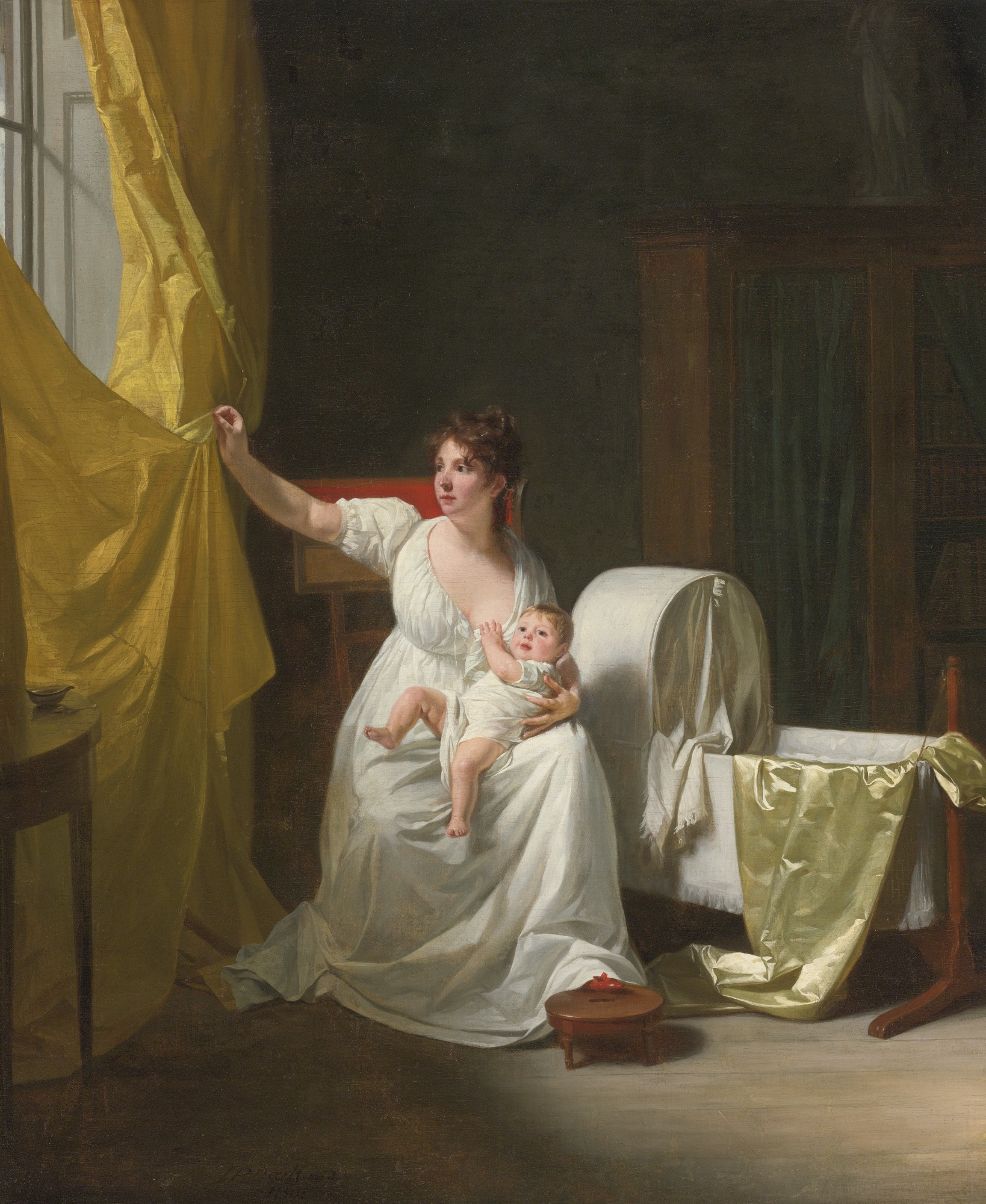
Madame Delhorme und ihr Sohn, 1801, Privatsammlung